# 폴더블 조향 시스템
폴더블 조향 시스템은 차량 운전석의 운전대를 필요에 따라 접어 보이지 않게 수납할 수 있는 시스템이며, 현대모비스가 개발했다.

## 상세
2021년 10월 11일에 공개됐다. 폴더블 조향 시스템은 미래 모빌리티 차량에 최적화된 기술이며, 앞뒤로 최대 25cm까지 움직일 수 있다. 자율주행 모드에서 운전대를 접을 경우 넓은 운전자 공간을 확보 가능하며, 운전석을 180도 회전해 뒷좌석 승객과 대화할 수 있다.
폴더블 조향 시스템은 주행 모드 시 둥근 선반처럼 접혀진 운전대에서 손잡이가 양옆으로 펴진 뒤 수직으로 세워져 조향하게 된다. 더불어, 현대모비스가 개발한 전자식 조향장치 시스템을 폴더블 운전대에 연계해 조향성을 극대화했다.

## 같이 보기
- 현대모비스
- 스티어링 휠
- 자율주행